# Charles Le Brun de Sessevalle
Charles Le Brun de Sessevalle (13 mai 1769 à Paris - 26 septembre 1851 au château de Saint-Christophe à Saint-Christophe-le-Jajolet), est un homme politique français.

## Biographie
Fils de Charles Jean-Baptiste Le Brun, écuyer, avocat au Parlement de Paris et notaire au Châtelet de Paris et d'Eugénie Havart de Sessevalle, il est nommé par le gouvernement de la Restauration maire du 4e arrondissement de Paris le 9 janvier 1816, puis vice-président du collège électoral de la Seine. Il était conseiller à la Cour des comptes.
Le 14 novembre 1820, il est élu député de la Seine, au collège de département. Il prend place au centre et vota avec le gouvernement, sans paraître à la tribune.
Il est nommé président du collège électoral de la Seine en mai 1822.
Promu, le 10 août 1827, conseiller-maître à la Cour des comptes, il termine sa carrière avec le titre de conseiller-maître honoraire.
Il est inhumé dans la chapelle Le Brun de Sessevalle au Père-Lachaise à Paris.

## Sources
- « Charles Le Brun de Sessevalle », dans Adolphe Robert et Gaston Cougny, Dictionnaire des parlementaires français, Edgar Bourloton, 1889-1891 [détail de l’édition]